# トマス・ロビンソン (初代グランサム男爵)

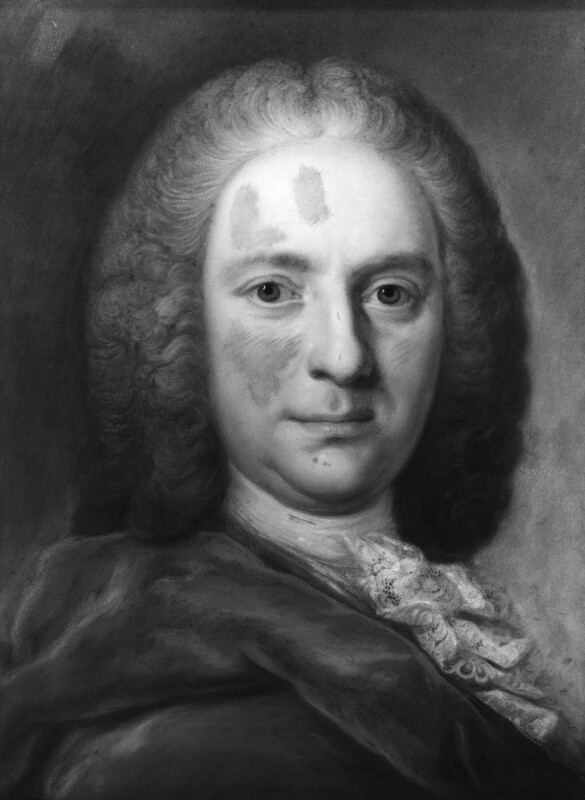
1740年代の肖像画

初代グランサム男爵トマス・ロビンソン（英語: Thomas Robinson, 1st Baron Grantham KB PC、1695年4月24日 – 1770年9月30日）は、グレートブリテン王国の外交官、政治家、貴族。

## 生涯

### 生い立ち
初代準男爵サー・ウィリアム・ロビンソンとメアリー・エイズラビー（Mary Aislabie、ジョージ・エイズラビーの娘）の四男として、1695年4月24日に生まれた。1708年よりウェストミンスター・スクールで教育を受けた後、1712年1月12日にケンブリッジ大学トリニティ・カレッジに入学、1716年にB.A.の学位を修得した。その後、1718年にフェローになり、1719年にM.A.の学位を修得した。1723年2月1日にはミドル・テンプルに入学した。

### 外交官として
ウェストミンスター・スクール在学中に初代ニューカッスル公爵トマス・ペラム＝ホールズと親友になり、ニューカッスル公爵の助力もあって1723年にパリのイギリス大使館の秘書官として就職した。この時期の在フランスイギリス大使はホレイショ・ウォルポールだったが、ウォルポールの不在中には1724年と1727年の2度にわたって代理公使(Chargés d'affaires)を務め、ウォルポールとフランスのフルーリー枢機卿の信頼を得た。この時期より常にウォルポール家の味方であり、1742年にロバート・ウォルポール（ホレイショ・ウォルポールの兄）が首相を辞任するときにもウォルポールを支持した。また、1728年から1729年にかけてのソワソン会議ではイギリス代表の1人だった。1727年イギリス総選挙ではサースク選挙区から出馬して当選したが、外交官として外国に駐在していたため投票の記録はなく、1734年イギリス総選挙に出馬せず議員を退任した。
1730年6月、駐墺大使の初代ウォルドグレイヴ伯爵ジェームズ・ウォルドグレイヴの代理としてウィーンに赴任したが、ウォルドグレイヴがウィーンに戻ることはなく、ロビンソンはそのまま駐墺大使に就任、以降18年間同職を務めた。ロビンソンの就任時点での対墺政策は神聖ローマ皇帝カール6世との関係を再建しつつ、フランスとオランダとの条約を破らないようにすることであり、ロビンソンは同年3月にウィーン条約の締結に成功した。北部担当国務大臣の初代ハリントン伯爵ウィリアム・スタンホープは同年4月に国王ジョージ2世からの報奨金1,000ポンドをロビンソンに与え、条約締結の功績を称賛した。賃金を上乗せした上での留任かほかの官職への横すべりという選択肢もロビンソンに与えられたが、ロビンソンが本国への召還を選択したにもかかわらず、聞き入れられなかった。同時期にカール6世の次女マリア・アンナとスペインのカルロス王子の結婚話が持ち上がったが、ロビンソンはジョージ2世直々の命令で猛反対して結婚を阻止した。
1740年にカール6世の長女マリア・テレジアがハプスブルク家領を相続、フリードリヒ2世がプロイセン王に即位すると、フランス、バイエルン選帝侯領、プロイセン王国の間で同盟が成立、フリードリヒ2世はすぐさまにシュレージエンに侵攻した（オーストリア継承戦争、第一次シュレージエン戦争の勃発）。イギリスはハプスブルク帝国（オーストリア）と同盟を結んでいたが、フランス・バイエルン・プロイセンの3か国同盟という圧力があったため、ロビンソンはマリア・テレジアにフリードリヒ2世と講和するよう圧力をかけた。1741年8月7月にはロビンソンがシュトレーレンでフリードリヒ2世に謁見したが、フリードリヒ2世がブレスラウと下シュレージエンの割譲を要求したため物別れに終わった。29日にもマリア・テレジアからのさらなる譲歩をもってブレスラウで再び交渉しようとしたがフリードリヒ2世に拒否された。そのさらに1週間後にはマリア・テレジアが下シュレージエンの割譲に同意したが、やはりフリードリヒ2世に受け入れられなかった。
1742年6月26日、バス勲章を授与された。
その後もイギリスはオーストリアに資金援助を続けたが、ロビンソンは1745年8月にイギリスを代表して、マリア・テレジアに対し、対仏戦争におけるオーストリアからの援助に効果がなかったため、オーストリアはプロイセンと講和しなければならないと通告した。1748年7月、北部担当国務大臣に就任したニューカッスル公爵からの「48時間内にマリア・テレジアが講和に応じなければすぐにウィーンを発つ」という旨の指令書が届き、ロビンソンはマリア・テレジアがすぐにでも交渉に応じると考えたが、結局期間中に動きがなかったためロビンソンは1週間後にウィーンを離れてハノーファーに向かった。その後、アーヘンの和約に向けた交渉に参加した。

### 政治家として
アーヘンの和約が締結された後、ヘンリー・ペラムの尽力により1748年12月にクライストチャーチ選挙区の補欠選挙で当選した。同年に毎年1,000ポンドの収入が得られる下級商務卿(Lord of Trade)にも任命されたが、翌年に毎年2,000ポンドの収入が得られる衣服長官に転じた。1750年3月29日には枢密顧問官に任命された。
庶民院への当選にあたり、ロビンソンはペラムに感謝の手紙を送ったが、自身は長年外国に滞在したため英語をほとんど話しておらず、1票を投じるぐらいしか期待できないと謙遜した。しかし、ニューカッスル公爵は1750年に「わたし自身が選ぶ場合、（国務大臣には）だれよりもサー・トマス・ロビンソンを選びたいと思う」と述べ、1754年にペラムが死去するとニューカッスル公爵はロビンソンを南部担当国務大臣と庶民院院内総務に任命した。英国人名事典によると、ジョージ2世もロビンソンの任命を支持したという。しかし、陸軍支払長官の大ピットはロビンソンを低く評価して、「軍隊靴を私たちの長に任命するようなものだ」(The duke might as well have sent us his jackboot to lead us)とヘンリー・フォックスに不満を漏らした。
ロビンソンは庶民院で支持を集められず、大ピットが彼を攻撃したほか、一応は戦時大臣を務めていたフォックスは職務上同じく与党に属するロビンソンを弁護したものの、その弁護の内容は反語的だった。庶民院内での味方といえるのは法務長官ウィリアム・マレーだけだった。結局、ロビンソンは1755年11月に国務大臣と庶民院院内総務の座をフォックスに譲り、自身は衣服長官に復帰した。また、2,000ポンドの年金も与えられた。

### 晩年
1757年春にジョージ2世から国務大臣への再任を打診されたが辞退した。
1760年にジョージ3世が即位すると、王室家政の官職をめぐる政争がおこり、それをおさめるために衣服長官の官職がロビンソンから取り上げられたが、補償として1761年4月7日にグレートブリテン貴族であるリンカンシャーにおけるグランサム男爵に叙された。
1765年の第1次ロッキンガム侯爵内閣成立に伴い郵政長官の1人に任命されたが、翌年にチャタム伯爵内閣が成立すると退任、その代償として息子が下級商務卿に任命された。
1770年9月30日にホワイトホールで死去、10月6日にチジックで埋葬された。長男トマスが爵位を継承した。

## 人物
オイゲン公子を尊敬したという。
英国人名事典によると、外交官としてはまあまあの才能であり、説得力に欠くわけではなかったという。第2代ウォルドグレイヴ伯爵ジェイムズ・ウォルドグレイヴによると、国務大臣としての職務を全うすることだけ考えればいい大臣ではあるが、庶民院での事の進め方に無知であり、ロビンソンが演説するときはその盟友ですら表情を崩さずにいられなかったという。一方、フォックスはロビンソンを酷評しており、誠実で善良な男であるとしたものの、演説者としては「沈黙した男よりも悪い」とし、国務大臣に任命されたこと、国務大臣の座を降りる代わりに年金を得ること、貴族に叙されたことについてはいずれも運がよかっただけとした。

## 家族
1737年7月13日、フランシス・ウォーズリー（Francis Worsley、1716年 – 1760年11月6日埋葬、トマス・ウォーズリーの娘）と結婚、2男6女をもうけた。
- トマス（1738年 – 1786年） - 第2代グランサム男爵
- テレサ（英語版）（1745年1月1日 – 1775年12月21日） - 1769年5月18日、初代ボリンドン男爵ジョン・パーカーと結婚、子供あり[6]
- フレデリック（1746年10月11日 – 1791年） - 1785年、キャサリン・ガートルード・ハリス（Catherine Gertrude Harris、ジェームズ・ハリス（英語版）の娘）と結婚[6]